# Amrita Pritamová
Amrita Pritamová (31. srpna 1919, Gudžranvala – 31. října 2005, Dillí) byla indická spisovatelka píšící v pandžábštině a hindštině narozená na území dnešního Pákistánu.
Narodila se v sikhské rodině, která utekla z Pákistánu před muslimskými násilnostmi. Svědectví o těchto násilnostech a následném exodu nemuslimského obyvatelstva (největším exodu 20. století) bylo později častým tématem jejích knih. Dalším tématem bylo utrpení indických žen v silně patriarchální společnosti. Poprvé publikovala v 17 letech. Napsala 24 románů, 15 povídkových knih a 23 básnických sbírek. Získala vyznamenání Padma Šrí.